# Luli von Bodenhausen
Julie „Luli“ Dorothea Freiin von Bodenhausen, beim deutschsprachigen Film und Theater Luli von Hohenberg, beim englischsprachigen Film Luli D’Este (* 7. November 1902 in Heidelberg; † 7. Juli 1951 in New York) war eine deutschamerikanische Schauspielerin und Autorin.

## Familiärer Hintergrund
Luli von Bodenhausen entstammte dem deutschen Adelsgeschlecht Bodenhausen. Sie war die Tochter des Kunsthistorikers und Krupp-Direktors Eberhard von Bodenhausen-Degener (1868–1918) und dessen Frau, Dorothea Elisabeth Eva Marie geb. Gräfin von Degenfeld-Schonburg. Als Kind verbrachte sie längere Zeit auf Schloss Neubeuern in Oberbayern. Am 15. August 1922 heiratete sie dort den Freiherrn Gottfried von Meyern-Hohenberg (Scheidung: 1930). Ihr zweiter Ehemann war der Designer Albrecht Graf von Goertz, den sie 1940 in New York heiratete (Scheidung: 1942). Luli von Bodenhausen machte 1943 in Kalifornien die Bekanntschaft des Philosophen und Soziologen Theodor W. Adorno und dessen Frau Gretel. Wie die Briefe Adornos an seine Eltern belegen, hinterließ Luli von Bodenhausen aufgrund ihrer Persönlichkeit einen tiefen Eindruck bei ihm. Am 15. Oktober 1944 heiratete Luli von Bodenhausen in Kalifornien den US-amerikanischen Erfinder Paul Kollsman. 1949 erschien in England ihr autobiografisch geprägter Roman „Come, take my hand“, der in Deutschland 1951 unter dem Titel „Du bist wunderbar ...“ veröffentlicht wurde.

## Karriere am Theater und beim Film
Luli von Hohenberg erhielt in den frühen Zwanziger Jahren ihre künstlerische Ausbildung in Berlin bei Lucie Höflich. Bei einem gesellschaftlichen Anlass lernte sie Max Reinhardt kennen, der die adelige, junge Dame an das von ihm geleitete Deutsche Theater verpflichtete. In den kommenden Jahren sah man Luli von Hohenberg an den unterschiedlichsten Bühnen Deutschlands und Österreichs, so an der Komödie am Kurfürstendamm, den Münchner Kammerspielen, am Kurtheater von Bad Ischl unter der Leitung Josef Jarnos, sowie an den Wiener Spielstätten Renaissancebühne, Volkstheater und schließlich auch dem Burgtheater.
Walter Reisch holte sie im Frühjahr 1936 für seine Inszenierung Silhouetten zum Film und gab ihr dort ihre erste deutschsprachige Leinwandrolle. Unmittelbar darauf wirkte sie in dem (jedoch vor Silhouetten uraufgeführten) Film Opernring mit, wo Luli von Hohenberg an der Seite von Jan Kiepura auftrat. Anschließend nahm sie zwei tragende Rollen in B-Pictures in Hollywood an, sie an die Seite von Edward G. Robinson und John Boles führte. Kurz vor Ausbruch des Zweiten Weltkriegs kehrte die Künstlerin nach Deutschland heim, um die Haupt- bzw. Titelrolle der Ursula von Tweel in dem in Prag gedrehten Kriminalfilm Verdacht auf Ursula zu übernehmen. Noch im selben Jahr gelang Luli von Hohenberg die Ausreise in die Vereinigten Staaten, wo sie, nunmehr unter dem Pseudonym „Luli D’Este“, 1940 von Columbia Pictures in Hollywood einen mehrjährigen Filmvertrag erhielt. Ihre Filmrollen in den USA waren jedoch gänzlich belanglos und hinterließen keine Wirkung, und so zog sich die Schauspielerin nach nur fünf Auftritten vor amerikanischen Kameras 1940/41 ins Privatleben zurück.

## Filmografie
- 1932: My Friend the King, Regie: Michael Powell, Land: Großbritannien
- 1936: Silhouetten, Regie: Lotte Reiniger, Walter Reisch, Land: Österreich
- 1936: Im Sonnenschein (Opernring), Regie: Carmine Gallone, Land: Österreich
- 1937: She Married an Artist, Regie: Marion Gering, Land: USA
- 1939: Verdacht auf Ursula, Regie: Karl Heinz Martin, Land: Deutschland
- 1940: Ski Patrol, Regie: Lew Landers, Land: USA
- 1940: South to Karanga, Regie: Harold D. Schuster, Land: USA
- 1940: Flash Gordon Conquers the Universe, Regie: Ford Beebe, Ray Taylor, Land: USA
- 1941: Araber, Beduinen und Betrüger (Outlaws of the Desert), Regie: Howard Bretherton, Land: USA

## Arbeit als Schriftstellerin
- Luli Kollsman: Du bist wunderbar ... Aus dem Amerikanischen übersetzt von Tanja von Winterfeldt, Schuler-Verlag, Stuttgart 1951.